# 산미겔 맥주

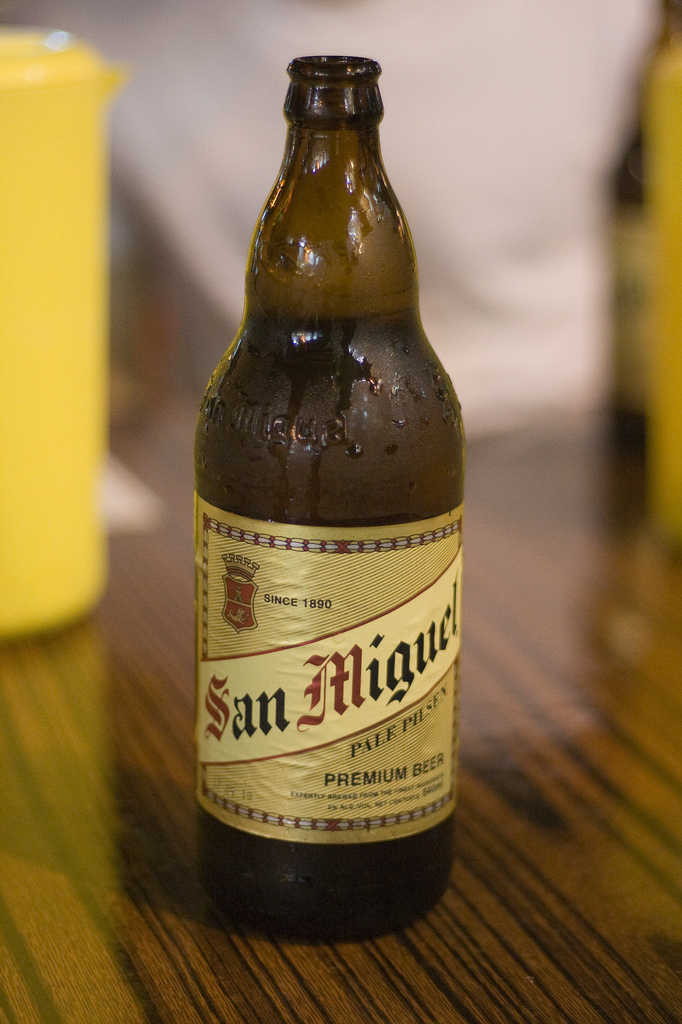

산 미겔 맥주 (San Miguel Beer)는 필리핀 San Miguel Corporation의 맥주 상품이다.
대한민국에서는 흔히 산 미구엘로 알려져 있으나, 이는 잘못된 발음이며, 산 미겔이 옳은 표기 및 발음이다.
1890년 필리핀 마닐라에 양조장을 열며 ''산 미겔"이라는 이름으로 다양한 종류의 맥주와 파생 상품을 생산하기 시작했으며 1914년까지 마닐라 본사에서 상하이, 홍콩, 괌으로 수출을 시작하였으며 1948년 홍콩에 최초의 해외 공장을 설립하였다.
그 후 중국, 인도네시아, 베트남, 태국 및 말레이시아에까지 해외 공장을 설립하고 전 세계로 수출 되고있다.
스페인에도 진출하였으며, 스페인 기업 마오우가 스페인에 진출한 산 미겔을 인수하면서, 스페인의 산 미겔은 분리되어 현재 필리핀의 산 미겔과 스페인의 마오우-산 미겔은 서로 로고가 다른 회사이다.
- San Miguel Pilsen